# Emilija Vileišienė
Emilija Vileišienė, de soltera Jasmantaitė (Chisináu, 1861-Vilna, 1935) fue una activista lituana. Nacida en el seno de una familia noble, asistió al Instituto Smolny y vivió con su hermano mayor en San Petersburgo y el Cáucaso. Cuando su hermano enfermó gravemente, se trasladaron a Vilna (Wilno, Vilnius), donde Vileišienė conoció a su marido Antanas Vileišis y comenzó a participar activamente en la vida cultural lituana. Fue miembro activo de varias organizaciones lituanas, como la Sociedad Lituana de Socorros Mutuos de Vilnius, la Sociedad de Santa Zita para los sirvientes y la Sociedad Cultural Rūta. Durante la Primera Guerra Mundial, fue miembro de la junta directiva de la Sociedad Lituana de Ayuda a los Sufridores de la Guerra y se dedicó especialmente a organizar la ayuda a los refugiados de guerra. Después de la guerra, permaneció en Vilna y continuó con su vida pública activa a pesar de varias detenciones por parte del gobierno polaco. En 1928-1930, recorrió numerosas comunidades lituanas americanas recogiendo donativos para los huérfanos y los pobres.

## Biografía

### Primeros años de vida y actividades
Vileišienė nació en 1861 en Chișinău, donde su padre estaba destinado en el ejército imperial ruso. Sus padres eran miembros de la nobleza lituana de Samogitia. En 1870, fue enviada al Instituto Smolny para niñas nobles para obtener una educación. La educación duró 12 años y abarcó un amplio abanico de materias, desde física y geografía hasta danza y comportamiento cortés. Su hermano Jonas Jasmantas (1849-1906) estudió en la Universidad de San Petersburgo y, tras graduarse, obtuvo un puesto en el Ministerio de Finanzas del Imperio Ruso. Tras la muerte de sus padres en 1875, Vileišienė vivió con su hermano y se incorporó a la vida cultural lituana en San Petersburgo. Siguió a su hermano al Cáucaso, donde Jasmantas fue destinado como inspector financiero durante siete años. Regresaron a San Petersburgo, pero Jasmantas enfermó gravemente en 1894. Vileišienė se dedicó a cuidar a su hermano, que viajó a Pyatigorsk para recibir tratamiento.
En 1897, Vileišienė y su hermano se instalan en Vilna y se unen al grupo informal Doce Apóstoles de Vilna. Allí conoció al médico Antanas Vileišis y se casaron el 6 de octubre de 1900 en la iglesia de San Pedro y San Pablo. Vileišienė cuidó de su hermano paralítico y de los sobrinos de su marido. Junto con su marido, participó en la vida cultural lituana: solicitó servicios en lituano en la iglesia de San Nicolás, apoyó a la Sociedad de Socorros Mutuos Lituanos de Vilna que presidía su marido, organizó un grupo de estudiantes que más tarde se convirtió en una sección de Aušrininkai, se hizo miembro de la Sociedad Científica Lituana. También participó activamente en las representaciones musicales y teatrales de la Sociedad Rūta y se convirtió en una de las fundadoras de la Sociedad de Santa Zita para las sirvientas lituanas. Algunas de las primeras representaciones teatrales lituanas tuvieron lugar en el apartamento de Vileišis. En agosto de 1907, la Sociedad de Socorros Mutuos abrió la primera escuela de lengua lituana en Vilna. Vileišienė colaboró activamente en la organización de la escuela, en la obtención de fondos y suministros y en la ayuda a los alumnos necesitados. En 1913, fue elegida miembro de la junta directiva de la sección de Vilna de la Organización de Mujeres Católicas Lituanas.

### Primera Guerra Mundial y después
Cuando comenzó la Primera Guerra Mundial, en agosto de 1914, Vileišienė fue una de las fundadoras del Comité Lituano de Vilna, la primera organización lituana que prestó ayuda a los refugiados de guerra. El comité fue absorbido por la Sociedad Lituana de Ayuda a los Sufridores de la Guerra y ella fue elegida miembro de su junta directiva. Recorrió varias ciudades y pueblos de Lituania recogiendo donaciones, estableciendo secciones locales y organizando nuevos refugios. En mayo de 1915 asistió a una reunión del Comité de Tatiana en la que fue presentada a la emperatriz Alexandra Feodorovna. Cuando Vilna fue ocupada por los alemanes, el general Alexei von Pfeil emitió una proclama en la que describía a Vilna como una "perla" de Polonia. Vileišienė, junto con Jonas Basanavičius y Jonas Kymantas, visitó a von Pfeil para protestar por la proclama y explicar que Vilna era la capital del Gran Ducado de Lituania y no de Polonia.
En octubre de 1915, Jonas Basanavičius, Mykolas Biržiška y Povilas Gaidelionis abrieron un gimnasio de lengua lituana en Vilna (más tarde el Gran Gimnasio de Vytautas). Vileišienė organizó una residencia estudiantil cerca de la Puerta del Alba. Vileišienė y otros activistas, entre ellos Basanavičius y Gaidelionis, fueron detenidos brevemente por los funcionarios del Ober Ost en julio de 1916. Su marido murió de tifus epidémico en abril de 1919: ella vistió de negro el resto de su vida. Como necesitaba encontrar medios para mantenerse, Vileišienė se convirtió en la supervisora de la residencia estudiantil y se trasladó a vivir con los estudiantes. Era estricta y exigente, por lo que los conflictos entre ella y los estudiantes eran frecuentes. Después de uno de esos conflictos, renunció a la residencia en julio de 1924.
Después de la Gran Guerra, Vilna cambió frecuentemente de manos durante la guerra polaco-soviética y la guerra polaco-lituana, pero finalmente pasó a formar parte de la Segunda República Polaca. El gobierno polaco restringió las actividades lituanas, deteniendo y encarcelando a menudo a activistas lituanos. Vileišienė fue detenida varias veces. Por ejemplo, fue arrestada en 1919 por protestar contra los planes polacos de exhumar los cuerpos de los soldados lituanos y fue encarcelada durante un mes en noviembre de 1922 porque el dormitorio de la escuela no tenía una acera adecuada. En septiembre de 1928, Vileišienė emprendió un viaje de 22 meses a Estados Unidos para recoger donaciones para los huérfanos y otros necesitados. A su regreso, recibió una pensión y pudo jubilarse. Murió el 26 de agosto de 1935 tras sufrir un ataque al corazón durante la misa en la iglesia de San Nicolás. A su funeral asistieron muchos activistas lituanos y fue enterrada en el cementerio de Rasos.